# Allobates brunneus
Allobates brunneus е вид земноводно от семейство Aromobatidae. Видът е незастрашен от изчезване.

## Разпространение
Разпространен е в Боливия, Бразилия, Венецуела, Гвиана, Перу, Суринам и Френска Гвиана.